# Цыпин, Артём Витальевич
Артём Витальевич Цыпин (род. 14 июля 1969, Усть-Каменогорск, Казахстан, СССР) — российский актёр театра и кино, театральный режиссёр. Заслуженный артист России. Лауреат премии Правительства России (2010). Лауреат Международного кинофестиваля в Пекине за «Лучшую мужскую роль» (2015).

## Биография
Артём Витальевич Цыпин родился в г.Усть-Каменогорске Восточно-Казахстанской области 14 июля 1969 года. Детство провёл на Украине в г.Кировограде.
Закончил среднюю школу номер 11 с английским уклоном. Принимал активное участие в художественной самодеятельности на протяжении учёбы в школе.
Учился на факультете иностранных языков РГПУ им. А. И. Герцена. Служил в армии. В 1990 году поступил в ЛГИТМиК им. Н. К. Черкасова на актёрско-режиссёрский курс Л. А. Додина. Во время учёбы играл в знаменитых спектаклях АМДТ — Театра Европы «Gaudeamus» и «Клаустрофобия». Закончил СПБГАТИ в 1995.
В 1993-96 актёр АМДТ — Театра Европы. С 1998 актёр Театра на Васильевском.

## Фильмография
| Год         | Фильм                                                 | Роль                                                         | Примечания |
| ----------- | ----------------------------------------------------- | ------------------------------------------------------------ | --- |
| 1998        | Сеньора (сериал)                                      | Журналист                                                    | |
| 1998        | Тело будет предано земле, а старший мичман будет петь | Толян                                                        | |
| 1997 — 1998 | Улицы разбитых фонарей (сериал)                       | Зуфар                                                        | |
| 2000        | Империя под ударом (ТВ)                               | Чиновник                                                     | |
| 2002        | Золушка в сапогах                                     | Работник мэрии                                               | |
| 2003        | Линии судьбы (сериал)                                 | Доктор                                                       | |
| 2005        | Фаворит                                               | Яков Булгаков                                                | |
| 2006        | Опера. Хроники убойного отдела                        | Горелов                                                      | |
| 2006        | Секретная служба Его Величества                       | Коровин                                                      | |
| 2007        | Группа Зета                                           | Косенко                                                      | |
| 2007        | Оперативная разработка (ТВ)                           | Клейменов                                                    | |
| 2006        | Улицы разбитых фонарей 8                              | Чугунов                                                      | |
| 2009        | Адмиралъ (сериал)                                     | Фомин                                                        | |
| 2008        | Ментовские войны. Эпилог                              | Прошин                                                       | |
| 2008        | Нирвана                                               | Киллер                                                       | |
| 2009        | Слово женщине (сериал)                                | Копылов                                                      | |
| 2009        | И один в поле воин                                    | Салимов                                                      | |
| 2010        | Дорожный патруль                                      | Краснов                                                      | |
| 2010        | Дорогой мой человек                                   | Субботин                                                     | |
| 2011        | Тайны следствия-10 (сериал)                           | Лиганов                                                      | |
| 2012        | Литейный-7 (сериал)                                   | Леваков                                                      | |
| 2013        | ППС-2 (сериал)                                        | Рогожин                                                      | |
| 2013        | Ментовские войны-7                                    | Решетов                                                      | |
| 2013        | Розыскник                                             | Врач Вадик                                                   | |
| 2013        | Ковбои                                                | Грицман                                                      | |
| 2014        | Лучшие враги                                          | Пётр Лунёв, слесарь                                          | серия № 4 «Страсть», серия № 8 «Правит только один», серия № 16 «Защита» |
| 2014        | Дознаватель (сериал)                                  | Водитель                                                     | |
| 2014        | Гончие-6                                              | Померанцев                                                   | |
| 2014        | Белая белая ночь                                      | Игорь (главный герой)                                        | Фильм-участник основного конкурса кинофестиваля «Кинотавр-2014», участник основного конкурса и обладатель приза за «Лучшую мужскую роль» на международном кинофестивале в Пекине-2015 |
| 2014        | Под электрическими облаками                           | Переводчик                                                   | |
| 2014        | Ленинград 46                                          | Войцович                                                     | |
| 2015        | Смерч-2                                               | партнер Огарева                                              | |
| 2015        | Человеческий фактор                                   | Карпович                                                     | |
| 2015        | Ищейка                                                | Серый, полковник ФСБ                                         | |
| 2015        | Чужое гнездо                                          | Рябинин                                                      | |
| 2017        | Мата Хари                                             | Салинас                                                      | |
| 2017        | Непокорная                                            | Пинкус Ноевич Дьяков, цеховик                                | |
| 2017        | Теснота                                               | Ави                                                          | Фильм-участник программы «Особый взгляд» Каннского кинофестиваля 2017, обладатель приза международной ассоциации прессы ФИПРЕССИ, обладатель приза за лучший дебют и приза Гильдии кинокритиков России на кинофестивале «Кинотавр 2017», лауреат гран- При фестиваля «Зеркало» имени Андрея Тарковского |
| 2018        | Реализация                                            | Юрий Кротов, криминальный бизнесмен                          | фильм 4-й «Чёрная полоса» |
| 2019        | Анонимный детектив                                    | Эльдар Наилевич Хамидуллин, руководитель медицинского центра | |
| 2023        | Мёрзлая земля                                         | Николай, диспетчер такси                                     | |

Принимал участие в озвучивании фильмов и сериалов «Мифы моего детства», «Охранник», «Сезон охоты», «Человек — паук»,"Ангелы и демоны", «Отчаянные домохозяйки», «Титаник» и других.

## Театральные работы
Драматический Театр на Васильевском
- 1998 — «Дон Жуан» Ж.-Б.Мольер — Пьер (реж. А.Бубень)
- 1998 — «А снеговик ничего не понял» Ю.Солохина, К.Фролов — Дед Мороз (реж. К.Фролов)
- 1999 — «А у нас есть тоже патефончик» Л.Утесов — солист (спектакль-концерт)
- 1999 — «Таня-Таня» О. Мухина — Иванов (реж. В.Туманов)

Спектакль — лауреат высшей театральной премии Санкт-Петербурга «Золотой софит».
- 1999 — «Любовь втроем» А.Курбский, М.Беркье-Маринье — Ник, Федя (реж. В.Глазков)
- 1999 — «Призраки» Г.Ибсен — Энгстран (реж. А.Байрамкулов)
- 1999 — «Рейс» С.Стратиев — Муж (реж. А.Ростовский)
- 1999 — «Будьте здоровы» П.Шено — Людовик (реж. Ю.Павлов)
- 2000 — «Безумный день или женитьба Фигаро» П. О. Бомарше — Фигаро (реж. А.Бубень)
- 2000 — «Моё загляденье» А.Арбузов — Вася Листиков (реж. А.Серов)
- 2001 — «Приключения Хомы и Суслика» А. Иванов — Волк, кот (реж. О.Сологубов)
- 2001 — «Пеппи Длинный чулок» А. Линдгрен — Блом (реж. А.Байрамкулов)
- 2001 — «Ариадна» М.Цветаева — Вестник (реж. С.Свирко)
- 2002 — «Вертепъ» Ф.Сологуб — Володин (реж. Р.Смирнов)
- 2003 — «Татуированная роза» Т.Уильямс — (реж. Р.Смирнов)
- 2003 — «Метафизика двуглавого теленка» С. И. Виткевич — Микулини (реж. О. Рыбкин)
- 2004 — «Король Лир» У.Шекспир — Глостер (реж. Р.Смирнов)
- 2004 — «Очарованный апрель» Т.Лина — Фредерик (реж. В.Койфман)
- 2005 — «Сказки женщин» М.Рыбкина — Он (реж. В.Койфман)
- 2005 — «Нос» Н. В. Гоголь — Иван Яковлевич, Чиновник, Доктор (реж. С.Свирко)
- 2005 — «Ночь перед рождеством» Н. В. Гоголь — Черт (реж. В.Койман)
- 2006 — «Голый король» Е.Шварц — Министр нежных чувств (реж. В.Туманов)
- 2007 — «Еврейское сватовство» Й.Бар-Йосеф — Лейзер (реж. А.Буров)
- 2007 — «Саранча» Б.Срблянович — Посторонний (реж. А.Бубень)
- 2007 — «Русское варенье» Л.Улицкая — Ростислав (реж. А.Бубень)
- 2008 — «Даниэль Штайн. Переводчик» Л.Улицкая — Ефим (реж. А.Бубень)

Золотой софит — лучший актерский состав. Премия Правительства России в области культуры.
- 2008 — «Курс лечения» Я.Глэмбский — Ковальский, профессор Зиминский (реж. А.Бубень)
- 2009 — «Ночное путешествие» В.Аллен — Клайнман (реж. А. Утеганов)
- 2009 — «Салемские колдуньи» А.Миллер — Пэррис (реж. А.Бубень)
- 2011 — «Водевили» А. П. Чехов — Лука, Нюхин, Хирин (реж. А.Бубень)
- 2012 — «Бесприданница» А.Островский — Робинзон (реж. Д.Хуснияров)
- 2013 — «Глазами клоуна» Г.Бёлль — Отец Шнира (реж. Д.Хуснияров)
- 2013 — «Последний троллейбус» А.Володин — Илья (реж. А.Цыпин)
- 2014 — «Selfie» В.Майоров — ГГ (реж. Р.Смирнов)
- 2015 — «Одинокие» Г.Гауптман — Иоганн Фокерат (реж. Д.Хуснияров)
- 2015 — «Спасти камер-юнкера Пушкина[1]» Михаил Хейфец — Михаил Питунин (реж. О.Сологубов)
- 2016 — «Ромул Великий» Ф. Дюрренматт — Зенон Исаврийский, император Восточной Римской империи (реж. Денис Хуснияров)
- 2016 — «Охота жить» по произведениям В. Шукшина — Ермолай (реж. Роман Смирнов)
- 2017 — «Утиная охота» А. Вампилов — Кушак (реж. Денис Хуснияров)
- 2019 — «Мёртвые души Гоголя» А.Волошина — Чичиков (реж. Денис Хуснияров)
- 2020 — «Как Зоя гусей кормила» С.Баженова — Владимир (реж. Денис Хуснияров)

Режиссёрские работы
Драматический театр на Васильевском
- 2012 — «Антон и шоу-бизнес» Д.Мартин (перевод с англ. А.Цыпин)
- 2014 — «Последний троллейбус» А.Володин